# Ribar Palunko i njegova žena
Ribar Palunko i njegova žena je jedna od osam pripovijedaka iz knjige Priče iz davnine koje je Ivana Brlić-Mažuranić oblikovala na temelju sadržaja i likova iz slavenske mitologije i hrvatske usmene predaje. U toj se priči isprepliću životi stvarnih likova poput ribara te nestvarnih likova kao što su Morski kralj i Zora-djevojka.

## Sadržaj
Radnja započinje tako da ribar Palunko plovi na pučini u svom čamcu i priziva morsku vilu Zoru-djevojku, tražeći od nje da mu donese sreću. Ona se pojavi i pošalje ga kući da tamo nađe svoju sreću. I zaista, pred kućom ga je čekala sirota djevojka koju on uze za ženu, a nedugo zatim rodi im se sin Vlatko. Uvečer bi žena Palunkova pričala priče o morskom kralju i njegovom silnom bogatstvu, sve dok jednog dana Palunko ne odluči uputiti se u potragu za tim bogatstvom. On na jednu stranu, a žena i sin na drugu. Međutim, morske su djevice otele njegovog sina Vlatka i odnijele ga Morskom kralju na dar. Dječakova majka od tuge onijemi. Lijepo je Zora-djevojka upozorila Palunka da se s morskoga dna ne može vratiti na zemlju jer su postavljene tri straže: golema zmija, ptica orijaška i velika pčela, majka svih pčela. Ali Palunko, pohlepan za bogatstvom, ne posluša Zoru-djevojku već krene na put. Na morskom dnu ga ne dočeka blago nego morske djevice, koje su se s njim izrugivale, i strašni Morski kralj. Umjesto da mu pokloni svoje blago, Morski kralj postavi Palunka za morsku ludu te je morao po cijeli dan plesati i pjevati i zabavljati Morskog kralja i mladog kraljevića, koji je zapravo bio njegov sin Vlatko. Ipak, najmlađa djevica oda Palunku tajnu kako će pobjeći iz morskog kraljevstva, samo ako ga netko s morskog kraja izvadi udicom i podigne na obalu. Za to vrijeme je Palunkova žena kući tugovala i odlučila poći u potragu za obojicom. Na putu nahrani zmiju i zmijiće, napravi pticama gnijezda i odoli najvećim iskušenjima, pa tako prođe kroz tri pećine. Nakon toga baci udicu u more i uhvati svoga sina i muža te ih spasi. Tako je njena vjernost i dobrota bila nagrađena – najvećom srećom.

## Utjecaj i značenje
Priča o ribaru Palunku čita se kao metafora o ljudskoj pohlepi. Koliko god bogati bili, u nekim ljudima uvijek tinja želja za još većim akumuliranjem bogatstva. Iako nije toliko popularna kao neke druge priče iz ove zbirke, Ribar Palunko i njegova žena je naslov koji se često pojavljuje na daskama kazališta za djecu i mlade zbog svoje univerzalne poruke, ali i opisa podvodnog svijeta i životopisnih likova.

## Vanjske poveznice
- dzs.ffzg.unizg.hr – Ivana Brlić-Mažuranić: Priče iz davnine (cjelokupan tekst)